# Emendamento Teller
L'emendamento Teller fu un emendamento ad una risoluzione congiunta del Congresso degli Stati Uniti d'America, emanata il 20 aprile 1898, in risposta al messaggio di guerra del presidente William McKinley. L'emendamento poneva una condizione sulla presenza di forze militari statunitensi a Cuba, ovvero che gli Stati Uniti non potevano annettere Cuba, ma solo lasciare "il controllo dell'isola al suo popolo". In sostanza, gli Stati Uniti potevano aiutare Cuba ad ottenere l'indipendenza, ma poi avrebbero dovuto ritirare tutte le truppe dal paese. L'emendamento prendeva il nome dal senatore ed ex-Segretario degli Interni Henry Teller.

## Messaggio di guerra di McKinley

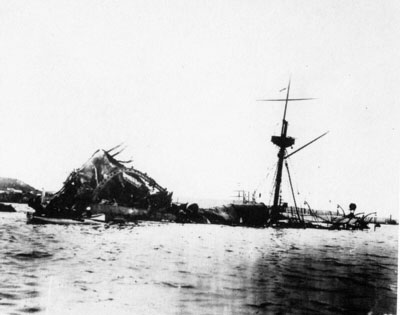
Il relitto della USS Maine nel porto de L'Avana, 1898

Nel clima politico del 1898, con le rivendicazioni indipendentiste di Cuba e l'affondamento della USS Maine nel porto de L'Avana, avvenuto il 15 febbraio dello stesso anno, l'11 aprile il presidente William McKinley chiese al Congresso:
(William McKinley)

## Risposta del Congresso
Il Congresso discusse per una settimana una risoluzione congiunta in risposta alla richiesta del presidente. Nella sua forma quasi definitiva, la risposta era articolata in tre parti:
(Congressional Record p. 4062)

## L'emendamento Teller

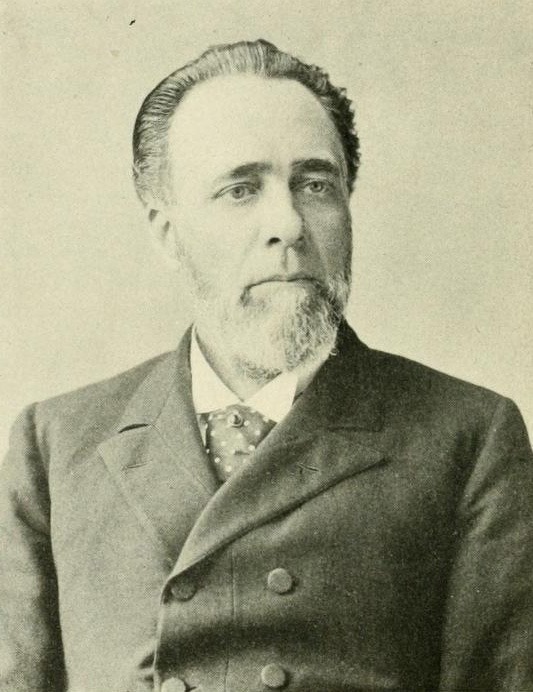
Il senatore Henry Teller

Henry Teller, senatore democratico del Colorado, in precedenza Segretario degli Interni, propose un emendamento per garantire che gli Stati Uniti non avrebbero assunto il controllo permanente di Cuba in seguito alla cessazione della ostilità con la Spagna . L'amministrazione McKinley, prima di scegliere tra il riconoscimento dell'indipendenza o un'azione militare, voleva aspettare di vedere che tipo di governo sarebbe nato a seguito dell'insurrezione cubana. In mancanza del riconoscimento del governo cubano, i membri del Congresso temevano che McKinley avrebbe tentato l'annessione dell'isola agli Stati Uniti. La clausola proposta da Teller sedava l'ansia relativa ad una possibile annessione. Difatti vi era scritto:
()
L'emendamento proposto da Teller ottenne il sostegno di diverse parti:
()
Il Senato approvò l'emendamento il 19 aprile 1898, con 42 voti favorevoli e 35 contrari, lo stesso giorno fu approvato dalla Camera dei rappresentanti, con 311 voti favorevoli e 6 contrari. Il presidente McKinley firmò la risoluzione congiunta il 20 aprile 1898, e l'ultimatum fu poi trasmesso alla Spagna.
La guerra ispano-americana durò dal 25 aprile al 12 agosto 1898 e si concluse con il Trattato di Parigi, firmato il 10 dicembre 1898. Come risultato, la Spagna perse il controllo su quanto rimaneva del suo impero d'oltremare, composto da Cuba, Porto Rico, le Filippine, Guam e le altre isole.
Dopo che le truppe spagnole lasciarono l'isola nel dicembre 1898, gli Stati Uniti occuparono Cuba fino al 1902, e come promesso dall'emendamento Teller non si cercò di annettere l'isola. Tuttavia, col successivo emendamento Platt del 1901, voluto dall'allora Segretario alla Guerra Elihu Root per sostituire l'emendamento Teller, importanti decisioni prese dal governo cubano furono scavalcate dagli Stati Uniti. Questa suzerain fu causa di un crescente sentimento di risentimento verso gli Stati Uniti.